# Hexatestibiopanickélite
L'hexatestibiopanickélite est un minéral de la classe des sulfures. Il a été nommé ainsi en référence à sa morphologie cristalline hexagonale et à sa composition chimique qui contient du tellure, de l'antimoine (en latin stibium), du palladium et du nickel.

## Caractéristiques
L'hexatestibiopanickélite est un antimonio-tellurure de formule chimique (Pd,Ni)(Sb,Te). Elle cristallise dans le système hexagonal. Sa dureté sur l'échelle de Mohs est de 2.

## Classification
Selon la classification de Nickel-Strunz, l'hexatestibiopanickélite appartient à "02.C - Sulfures métalliques, M:S = 1:1 (et similaires), avec Ni, Fe, Co, PGE, etc." avec les minéraux suivants : achavalite, breithauptite, fréboldite, kotulskite, langisite, nickéline, sederholmite, sobolevskite, stumpflite, sudburyite, jaipurite, zlatogorite, pyrrhotite, smithite, troïlite, chérépanovite, modderite, ruthénarsénite, westerveldite, millérite, mäkinenite, mackinawite, vavřínite, braggite, coopérite et vysotskite.

## Formation et gisements
L'hexatestibiopanickélite se trouve dans les minerais issus de gisements de sulfures de Cu-Ni. Elle a été découverte en Chine, mais elle a aussi été décrite en Autriche et au Canada.